# Carl Carlsson Gyllenhielm

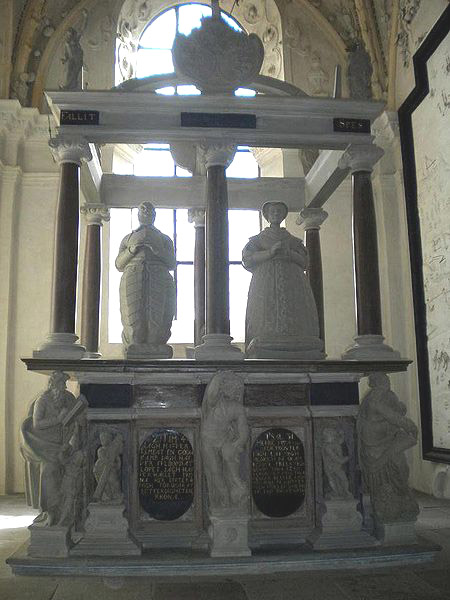
Nagrobek Carla Carlssona Gyllenhielma i Christiny Ribbing

Carl Carlsson Gyllenhielm (ur. 4 marca 1574, zm. 17 marca 1650) – baron od 1615 roku, feldmarszałek szwedzki od 1616. W 1617 został tajnym radcą dworu i gubernatorem generalnym Ingrii. W 1620 został admirałem floty królewskiej. 
Nieślubny syn króla Szwecji Karola IX Sudermańskiego z jego związku z Karin Nilsdotter, córką pastora z prowincji Östergötland. 
Gyllenhielm dowodził armią szwedzką, która w 1601 skapitulowała w bitwie pod Kokenhausen, stoczonej przeciwko wojskom polskim i poddał się w grudniu po oblężeniu Wolmaru. Uwięziono go na zamku w Rawie Mazowieckiej. Do 1613 przebywał w polskiej niewoli, gdzie przez sześć i pół roku chodził w kajdanach, które dziś wiszą w jego grobowcu w katedrze w Strängnäs. Zajmował się w tym czasie pisaniem i tłumaczeniem hymnów. Został wymieniony za księcia Karola Koreckiego W 1615 został ogłoszony baronem Bergkvary, leżącej w Smalandii. W 1632 przywiózł do Szwecji ciało swojego przyrodniego brata, Gustawa II Adolfa, zabitego w bitwie pod Lützen.
Ożeniony w 1615 z Kristiną Ribbing, następnie z Anną Gyllenstierną. Z obu związków nie posiadał potomstwa.